# Nautile (voilier)
Pour les articles homonymes, voir Nautile.
Le Nautile est une classe de navire conçue en contreplaqué par l'architecte Jean-Marie Finot sur la base des galiotes pour le Centre nautique des Glénans en 1971.

## Description
Cinq unités furent produites, qui restèrent longtemps une référence pour les stagiaires de l'école. D'un confort limité (banettes volantes - wc dans la soute à voile), sans moteur, propulsés à la godille pour les manœuvres de port. Ils ont formé de nombreux stagiaires et moniteurs.
Les trois derniers de la flotte des glénans étaient Armen (couleur bleue), Creach (couleur rouge) et Kereon (couleur verte).